# Ad Wouters
Ad Wouters es un escultor neerlandés que vive y trabaja en Bélgica, al sur de Lovaina. Wouters es conocido sobre todo por sus esculturas en madera de roble. También ha creado obras en piedra, metal y hasta en basura.

## Biografía
Wouters nació en Dordrecht. Desde sus 13 años, ha trabajado en la construcción. A sus 22 años viajó a África con la organización caritativa belga Bouworde. Al regreso se instaló en Haasrode, donde empezó a trabajar como restaurador de edificios históricos. Un accidente de trabajo en los años 1990 lo incapacitó para trabajar días completas y lo impulsó a desarrollarse como artista.

## Estilo
Wouters crea esculturas, usualmente de troncos de árboles o materiales de reutilización. Wouters ha creado su primera escultura accesible al público en la foresta, De Bosprotter por encargo de los Guardianos forestales de la Foresta de Meerdaal en el año 2000. Está junto con algunas otras esculturas. Fue el inicio de una actividad artística prolífica.
Wouters comparte sus obras por motivos sociales y no para venderlas.

## Camino de Ad

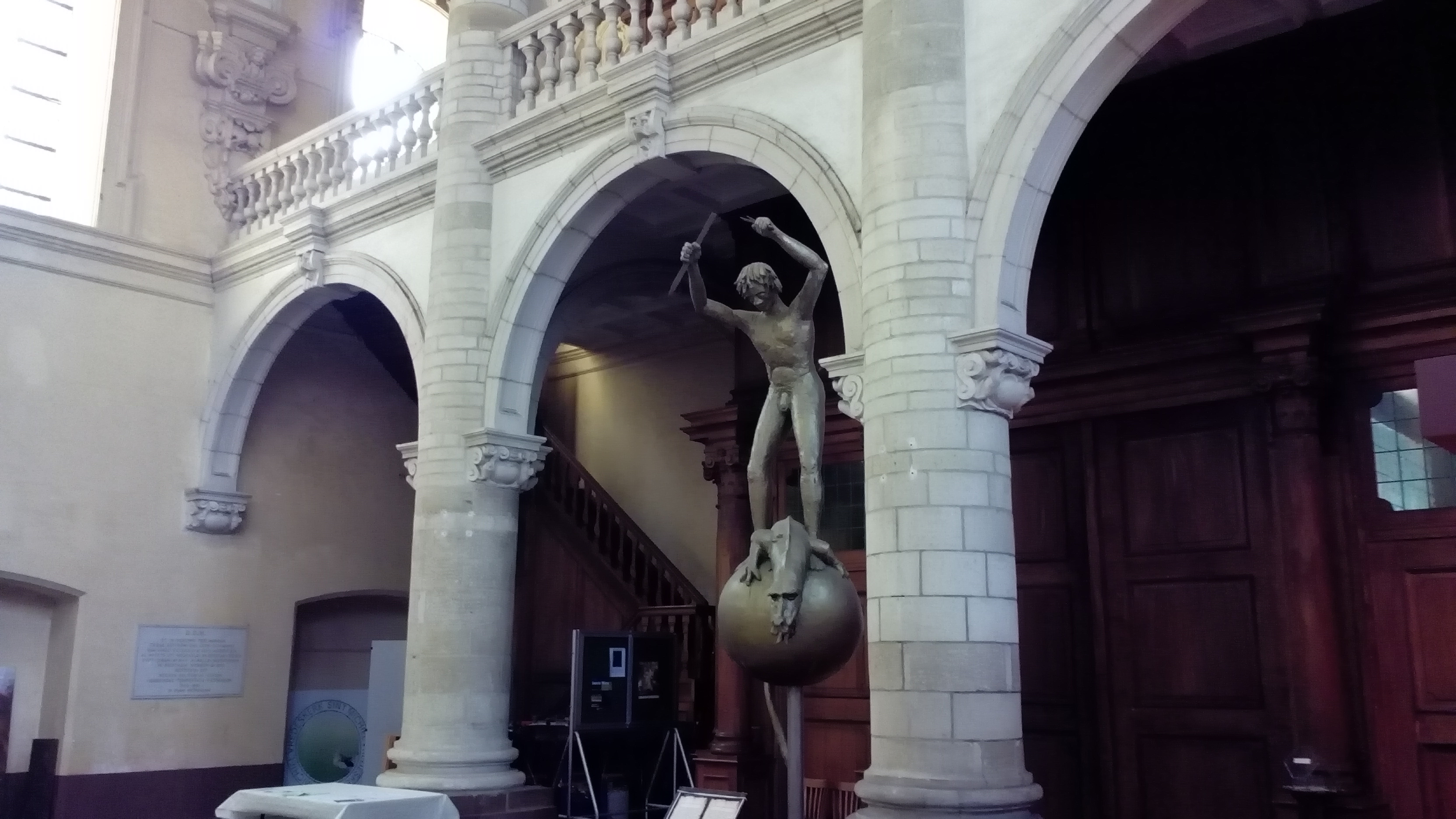
San-Michele

Existe un recorrido autoguiado, que se puede hacer a pie o en bicicleta, que pasa por varias obras de arte de Wouters. Ese Camino de Ad propone un paseo de 26.5 kilómetros en Heverleebos y la Foresta de Meerdaal.
El camino de Ad pasa por las esculturas siguientes:
- Ignatius (2008)
- El Dirigente (2007)
- El hombre Neanderthal (2008)
- Murciélago (2006)
- El búho (2003)
- Pico (2005)
- Composición de múltiples elementos con un pájaro encima quien canta de felicidad (2005)
- Coprinus (2007)
- Balu (2010)[7]
- El Bosprotter (2000) entre el aire de recepción Speelberg y el bosque dónde pueden divertirse los niños Speelbos Everzwijnbad.[8]
- El ahogado (2014)[9]

## Lista de otras obras en exposición
- El Pootefretter (hombre comiendo zanahoria, sobrenombre de los habitantes de Haasrode) (1999), estatua en bronce delante de la escuela comunal de Haasrode
- San-Michele (2009), estatua en la iglesia San-Michele de Lovaina
- El profeta (2012), escultura en madera en el Parque San-Donatus a Lovaina
- Arum maculatum (avant 2000) escultura en madera a la orangerie del Jardín botanico de Leuven
- El ahogado (2014), obra de arte que se ubica entre las aguas del Zoet Water (Aguas-Dulces) en Oud-Heverlee.
- Voor hen van toen (Para los de antes), Piedra para conmemorar los voluntarios de la reserva natural De Doode Bemde. hecha de piedras azules que habían formado parte de un antiguo puente de tranvía[10][11]